# Molviano
Molviano è una piccola frazione del comune di Campli in provincia di Teramo.
Abitata da un centinaio di persone, si trova a circa 10 km dal comune di Campli e a 18 km da Teramo.

Il paese si divide in tre diverse borgate: Molviano Superiore, Molviano Inferiore e Via Molviano (Via della Madonna).
Nel paese si trovano due chiese con un interessante bagaglio storico: la Chiesa dell'Annunziata (datata 1600 circa) e la Chiesa di San Giovanni Battista (datata 1700 circa).
Il borgo superiore ha ancora un aspetto medievale, con mura di cinta parzialmente ancora visibili.
L'etimologia del nome "Molviano" non è sicura, alcuni storici pensano che derivi dal nome di un antico signorotto della zona.